# Jean Domat

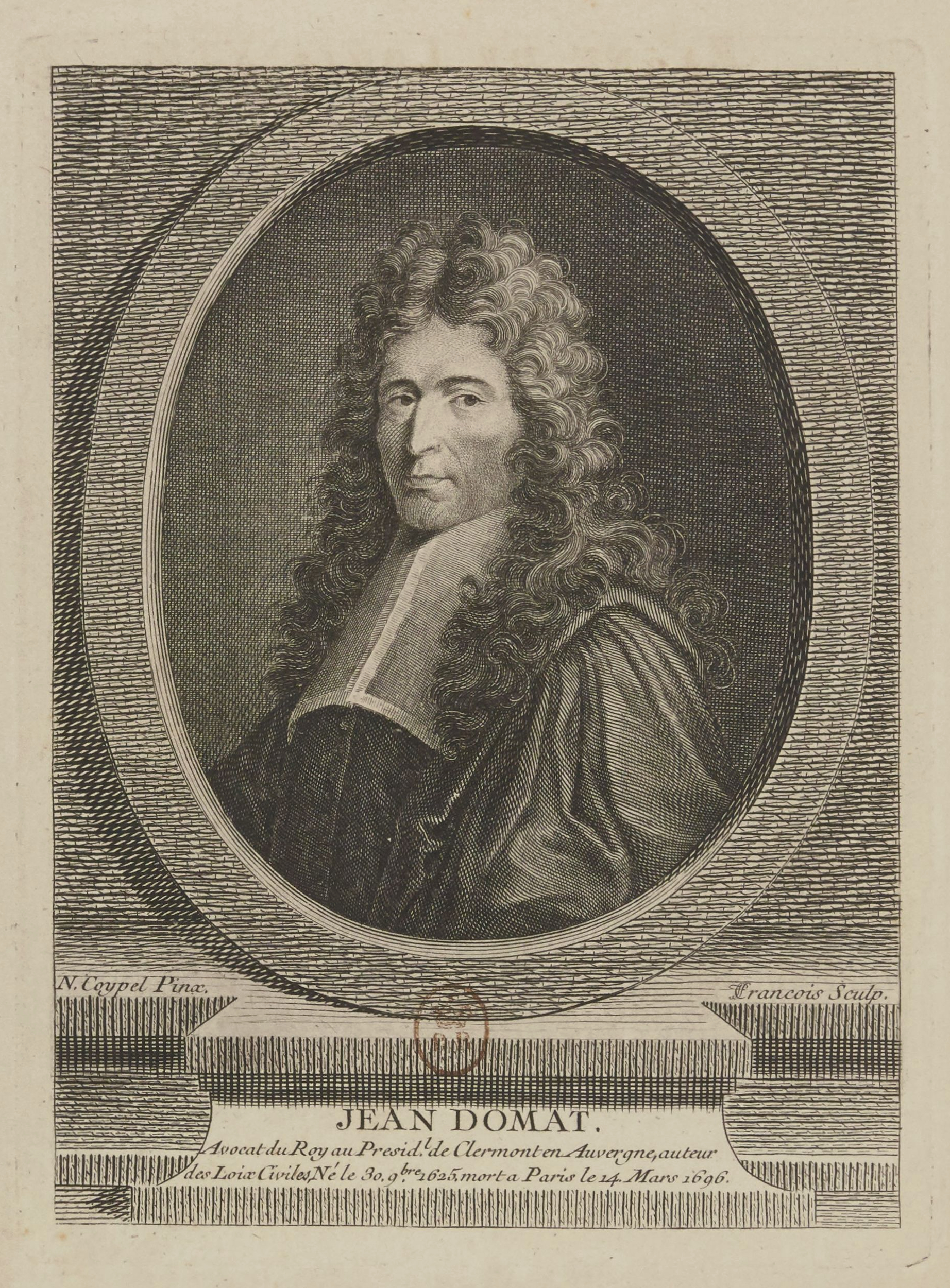
Jean Domat

Jean Domat (lub Jean Daumat) (ur. 30 listopada 1625, zm. 14 marca 1696) – francuski prawnik i zwolennik monarchii absolutnej. Określany mianem najświetniejszego umysłu prawniczego XVII wieku (the greatest legal mind of the 17th century).

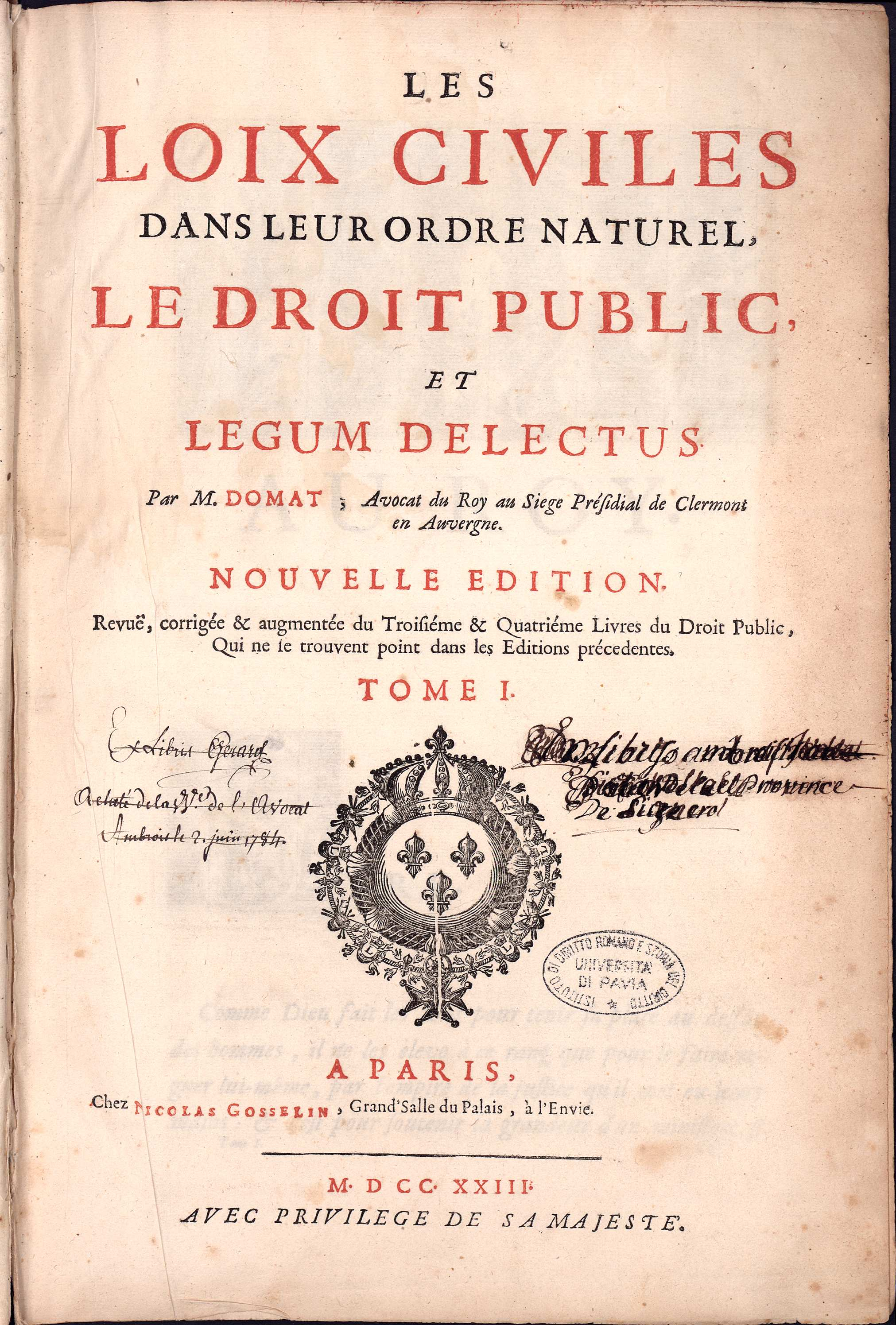
Jean Domat, Les loix civiles dans leur ordre naturel; le droit public, et Legum delectus – edycja z 1723 roku

## Życiorys
Domat urodził się w roku 1625 w Clermont-Ferrand (Owernia). Wśród jego przyjaciół byli janseniści z Port-Royal, z którymi sympatyzował. Jego przyjacielem był m.in. Blaise Pascal. Po śmierci Pascala jego dokumenty i pisma powierzono właśnie Domatowi.
W roku 1689 Domat opublikował monumentalne dzieło: Les lois civiles dans leurr ordre naturel (Prawa cywilne w porządku naturalnym), w którym odniósł istniejące przepisy prawne do praw naturalnych. Wiele zyskało przez to prawo rzymskie, ponieważ Domat, jako sprzeczne z prawem naturalnym, postulował zniesienie wszelkich doktryn, reguł i zwyczajów podsycających konflikty międzyludzkie, szkodliwych czy po prostu nieistotnych dla funkcjonowaniu społeczeństwa. W prawie francuskim i europejskim była to prawdziwa rewolucja. Na nieludzkość i absurd przepisów narzekał w XVI wieku m.in. Michel de Montaigne. 
Ludwik XIV nagrodził Domata za tę pracę pensją w wysokości 2000 liwrów. Nie przeszkadzały monarsze jansenistyczne sympatie jurysty. Domat podjął się wyjaśnić potrzebę nowej idei jaką była monarchia absolutna w szerszym kontekście struktury społecznej, prawa boskiego i naturalnego. 
Domat był szczerym wierzącym i uważał się za „naukowca zajmującego się prawem”. Przy tym uważał, że historia ludzka ukazywała jakąś niezmienną ideę równości ludzi, lecz równość ta powinna być ujęta w ramy etyki chrześcijańskiej i na bazie tej etyki powinno być stanowione prawo. Jak mawiał Domat: „Człowiek jest stworzony przez Boga i dla Boga” (L’homme est fait par Dieu et pour Dieu).
Czwarty tom Lois Civiles, zatytułowany Prawo publiczne (Le Droit public), opublikowano w 1697, rok po śmierci autora. Le Droit public dotyczy genezy porządku społecznego i rządu, a także obowiązków i praw królów. Podkreślone zostało w niej znaczenie takich zagadnień jak prywatna autonomia (jednostki) Le Droit naturel (porządek naturalny). Napoleon Bonaparte oparł swój słynny „Kodeks” na dziele Domata.
Zasługą Domata jest oczyszczenie prawa rzymskiego z mnóstwa przepisów nijak mających się do praktyki codziennej bądź niewychowawczych.
Domat opublikował też po łacinie ekstrakt z praw Justyniana Wielkiego pt. Legum delectus (Paryż, 1700). Do roku 1777 wznawiano jego dzieła drukiem 25 razy. Dokonano też wielu tłumaczeń. Na język angielski przekładali je zarówno Brytyjczycy, jak i Amerykanie. Domat zmarł w Paryżu 14 marca 1696 roku.

## Dzieła – pierwsze wydania
- Les Lois civiles dans leur ordre naturel (właściwie: Le droit public, suite des lois civiles dans leur ordre naturel)  vol I-III Paris, Jean Baptiste Coignard, 1689.
- Les Lois civiles dans leur ordre naturel, vol IV – le droit public et Legum delectus, Paris, 1697
- Legum Delectus, Paris, 1701

## Dzieła – kolejne wydania
- Les Lois civiles dans leur ordre naturel, Paris, Jean Baptiste Coignard, 1700, 6 vol.
- Legum Delectus, Amsterdam, 1701
- Les Lois civiles dans leur ordre naturel; le Droit public, et Legum delectus, Paris, 1713
- Les Lois civiles dans leur ordre naturel; le droit public et Legum delectus, Paris, 1723
- Les loix civiles dans leur ordre naturel; le droit public, et Legum delectus, Paris, Saugrin, 1756
- Les Lois civiles dans leur ordre naturel; le Droit public, et Legum delectus, z opracowaniem M. de Bouchevreta, Paris, 1777

## Tłumaczenia
- Le leggi civili nel lor ordine naturale… con le note de’ Signori Berroyer e Chevalier; e con un supplemento del signor Jouy... Traduzione dal francese del dottori Nicola Martinez. studioapuleio.it. [zarchiwizowane z tego adresu (2007-11-27)]., Napoli, presso G. P. Merande e Compagni e Gabinetto Letterario 1786-90.